# Głóg jednoszyjkowy
Głóg jednoszyjkowy (Crataegus monogyna Jacq.) – gatunek rośliny z rodziny różowatych. Pochodzi z obszarów zachodniej Azji, Kaukazu, Europy i Afryki Północnej, rozprzestrzenił się także na innych obszarach Afryki, w Australii, Nowej Zelandii i Ameryce Północnej. W Polsce jest pospolity na całym niżu i w niższych położeniach górskich. Jest także uprawiany. Inne nazwy: głożyna, ciernie białe, jaworek, bodlak, bulimączka.

## Morfologia
PokrójKrzew lub niskie drzewo. Dorasta do 6–8 lub 10 m wysokości, ma silnie zdrewniałe cierniste gałęzie. Ciernie długości do 2 cm.
LiścieUlistnienie skrętoległe. Liście bardzo zmienne, zwykle szerokojajowate lub romboidalne, długości do 6,5 cm, 3–7 klapowe lub sieczne, głęboko wcięte. Klapy liści zwykle szeroko rozstawione, całobrzegie, lub z nielicznymi tylko ząbkami pod szczytem. Liście od spodu sinozielone, z wierzchu skórzaste. Wyposażone w przylistki, przy czym przylistki na krótkopędach kwiatowych najczęściej całobrzegie.
KwiatyZebrane w podbaldachy. Mają 5-dzielny kielich o rurce zrośniętej z zalążnią, 5-płatkową koronę, 1 słupek z pojedynczą szyjką (wyjątkowo tylko zdarzają się z dwiema szyjkami) i liczne pręciki. Działki kielicha trójkątne lub lancetowate, odgięte i silnie przylegające do owocu. Płatki korony białe, okrągławe.
OwoceOwoce pozorne z grupy jabłkowatych. Odwrotnie jajowate lub kuliste, o długości zwykle 6–10 mm i szerokości 4–8 mm, barwy czerwonawobrunatnej lub ciemnoczerwonej. Powierzchnia owocu jest dołeczkowana lub rzadziej siatkowata, szczyt zakończony resztkami 5 odgiętych działek kielicha, otaczających małą, zagłębioną tarczkę z płytkim wzniesionym brzegiem. W centrum tarczki znajduje się pozostałość szyjki słupka z kępkami sztywnych, bezbarwnych włosków u podstawy. Dno kwiatowe jest mięsiste i zawiera żółtawobrunatny, jajowaty owoc o twardej, grubej pestce, z pojedynczym, wydłużonym, jasnobrunatnym, gładkim i lśniącym nasionem.

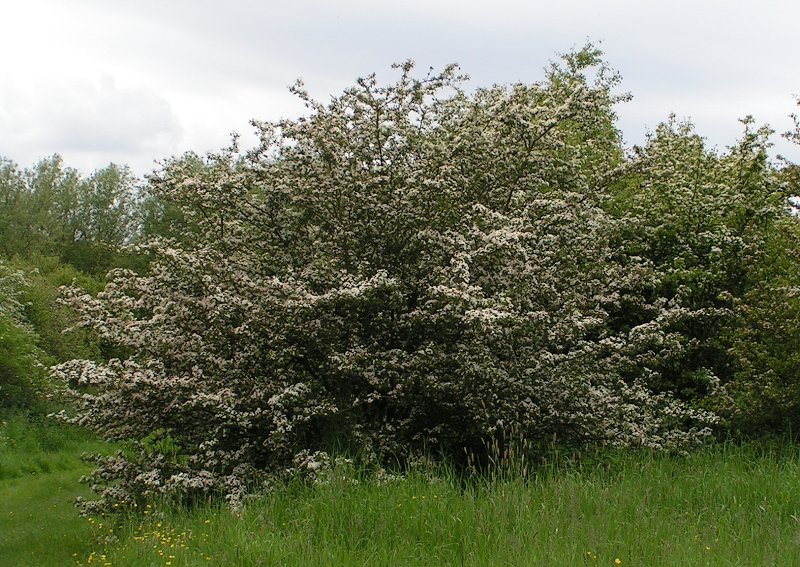
Pokrój
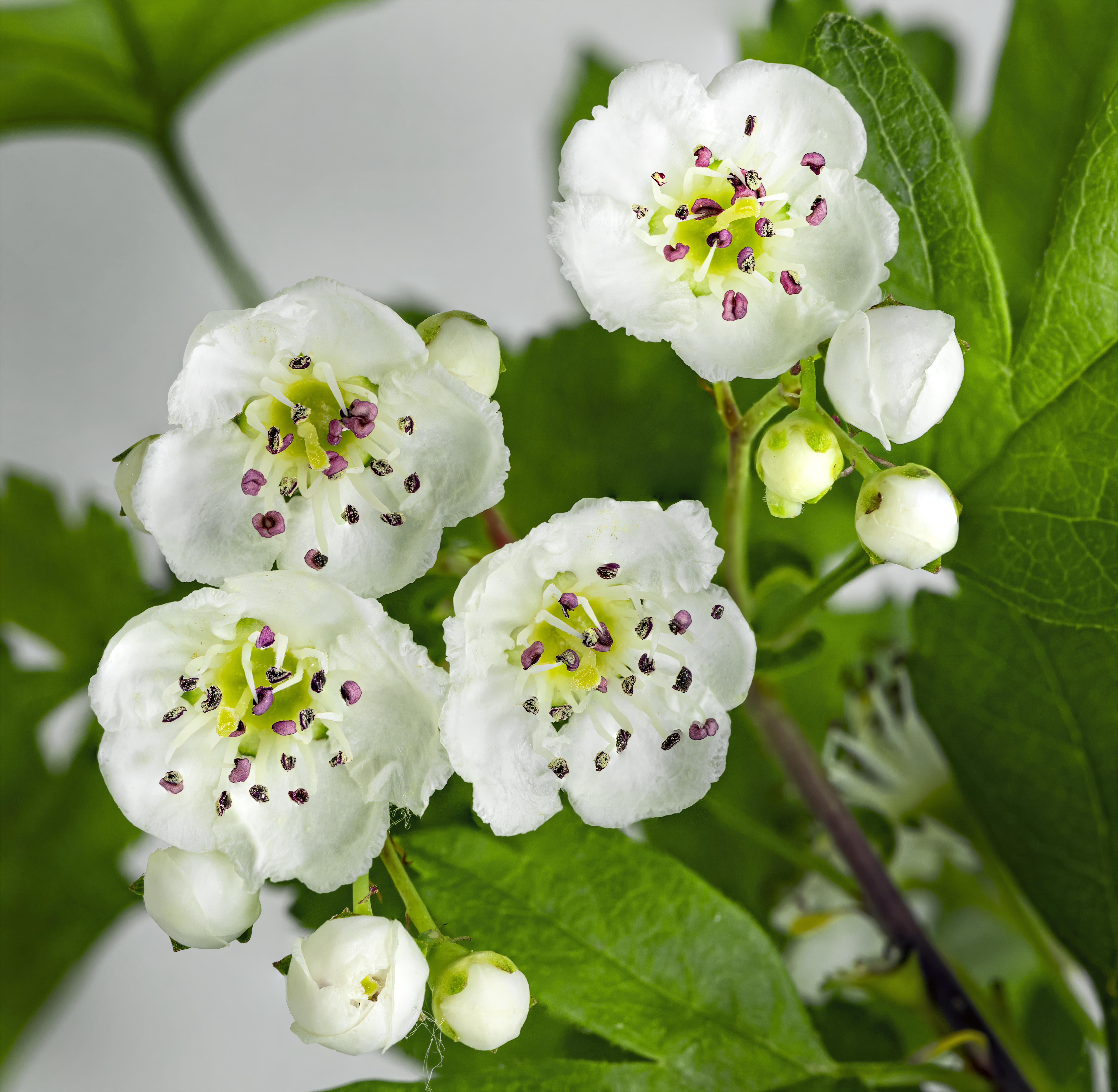
Kwiaty
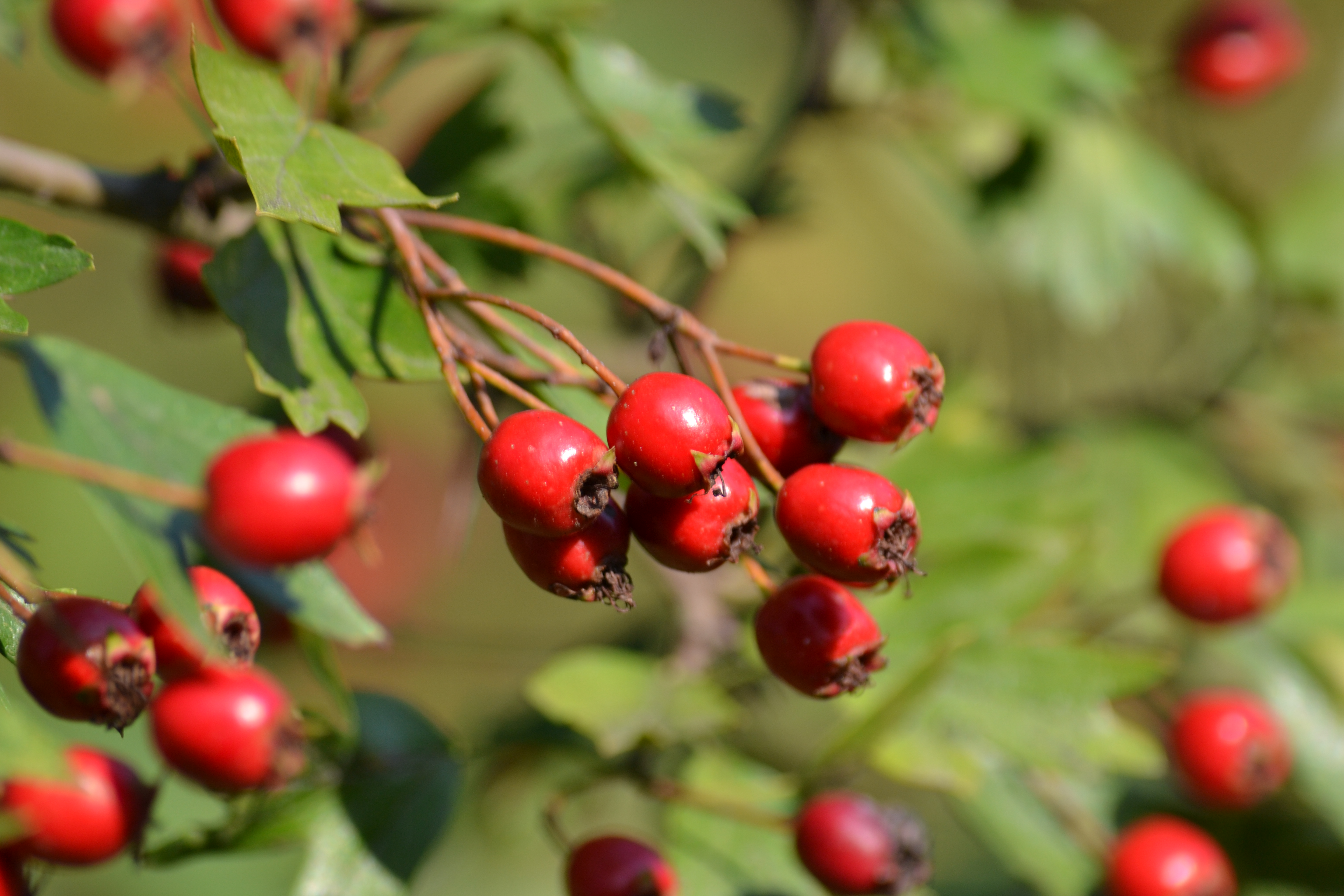
Owoce
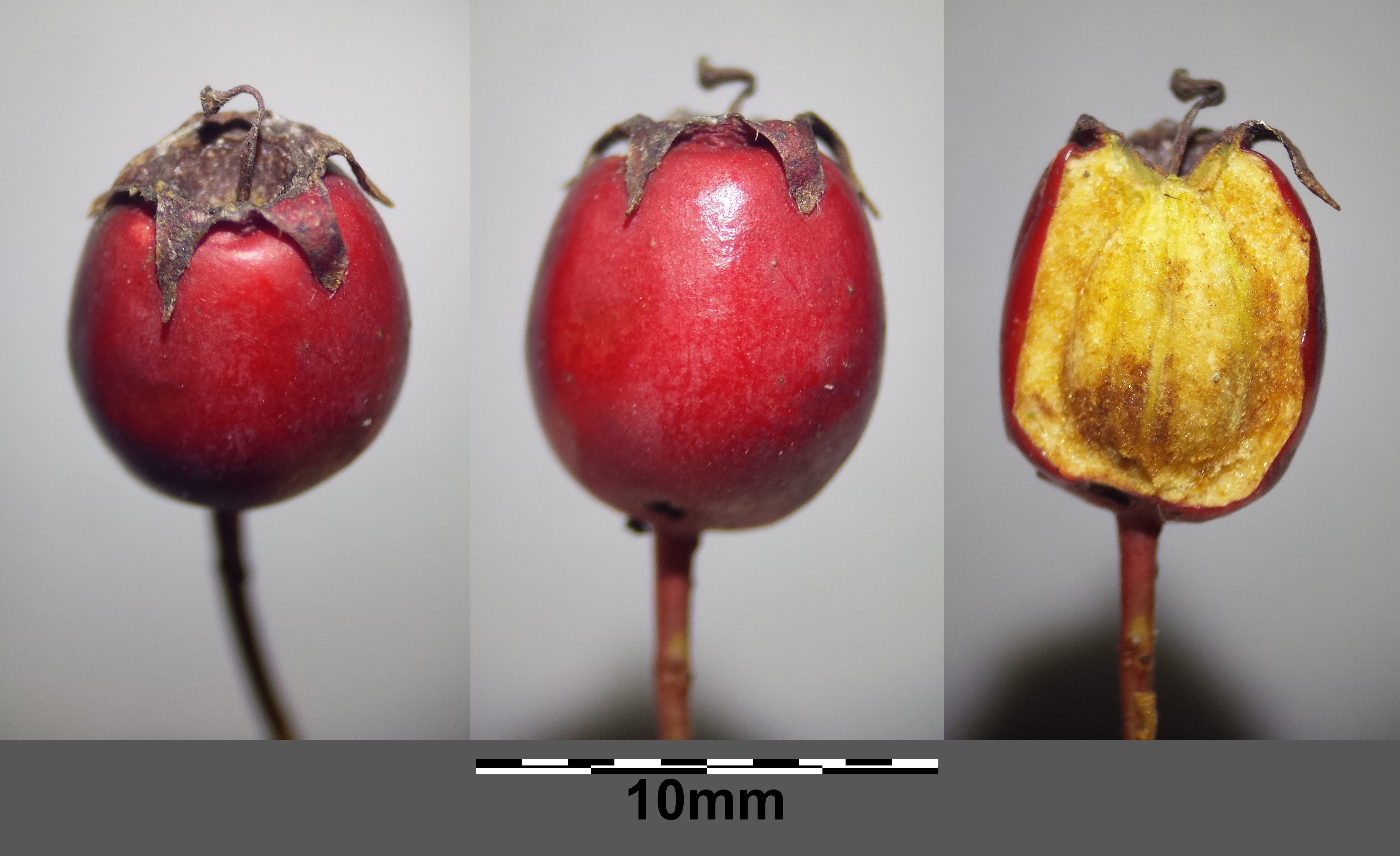
Szczegóły i przekrój owocu

Gatunki podobneBardzo podobny i często mylony jest głóg odgiętodziałkowy (C. rhipidophylla), o tym samym rodzimym zasięgu, w Polsce występujący mniej licznie. Ma silniej piłkowane klapy liści, zarówno wzdłuż wewnętrznego jak i zewnętrznego brzegu, brak lub mniej wyraźnie sinozielony spód liści oraz większe, ciemnopurpurowe owoce z odstającymi od owocu działkami kielicha. Podobny jest także głóg dwuszyjkowy (C. laevigata), ale liście ma płytko klapowane do całobrzegich, kwiaty o dwóch lub rzadziej trzech szyjkach słupka i owoce pozorne o 2–3 pestkach.

## Biologia i ekologia
Roślina wieloletnia, megafanerofit, nanofanerofit. Kwitnie w okresie od maja do czerwca. Ma obupłciowe, przedsłupne kwiaty, nieprzyjemnie pachnące. Owoce dojrzewają w okresie sierpień – październik, rozsiewane są przez zwierzęta (zoochoria). 
Liczba chromosomów 2n = 34.
Zasiedla obrzeża lasów, zarośla i przydroża. W klasyfikacji zbiorowisk roślinnych gatunek charakterystyczny dla klasy (Cl.) Rhamno-Prunetea. 

## Zmienność
Tworzy mieszańce z głogiem dwuszyjkowym (Crataegus laevigata) – Crataegus × media Bechst.

## Zastosowanie

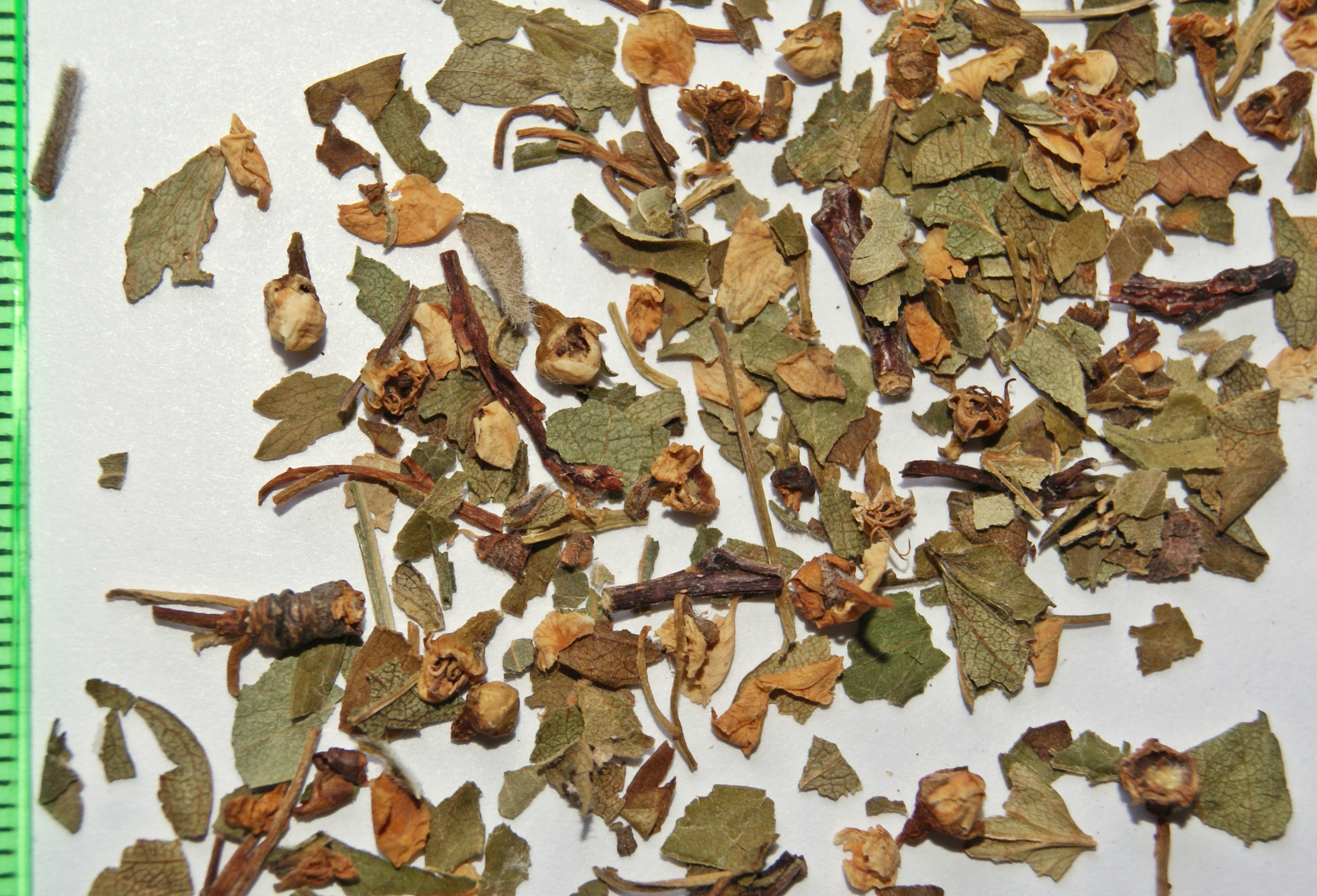
Crataegi folium cum flore

### Roślina lecznicza
Surowiec zielarskiKwiatostan głogu (Crataegi folium cum flore) – całe lub rozdrobnione, wysuszone gałązki z kwiatami głogu jednoszyjkowego, dwuszyjkowego, rzadziej innych europejskich gatunków jak głóg włoski i głóg czarny. Surowiec zawiera minimum 1,5% sumy flawonoidów w przeliczeniu na hiperozyd. Drugim surowcem jest owoc głogu (Crataegi fructus) – wysuszone owoce pozorne głogu jednoszyjkowego i dwuszyjkowego o zawartości ponad 0,06% procyjanidyn.
DziałanieStosowany w chorobach serca i niewydolności krążenia.

### Roślina ozdobna
Często sadzony, szczególnie odmiany o barwnych kwiatach. Używany też na żywopłoty – są nie tylko gęste, ale w zasadzie nie do pokonania przez ludzi i zwierzęta.

### Roślina jadalna
Owoce są jadalne na surowo, ale mają suchy, mączysty miąższ. Bardziej nadają się na przetwory, takie jak konfitury, galaretki czy nalewki. Wino z owoców głogu stosowane jest czasem do kupażowania innych win owocowych.

## Znaczenie w kulturze
W średniowieczu głóg jednoszyjkowy symbolizował ostrożność i nadzieję.